# 匈牙利的聖瑪格麗特

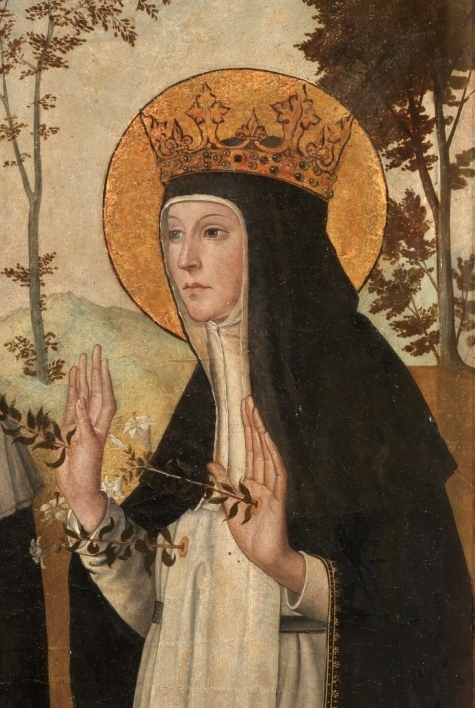
匈牙利的聖瑪格麗特

匈牙利的聖瑪格麗特（Saint Margaret of Hungary，1242年1月27日—1270年1月18日）是匈牙利國王貝拉四世與王后瑪麗亞·拉斯卡里娜的女兒，聖人波蘭的金加的妹妹。瑪格麗特的父母在她年幼時將她送進維斯普雷姆的道明會修道院。她在1943年被教宗庇護十二世封聖。